# 파울 리니커
파울 리니커(독일어: Paul Riniker, 1946년 9월 7일 ~ )는 스위스의 영화 제작자이다. 